# Vito da Lucânia
São Vito ou São Guido (Sicília, 290 - Basilicata, 303) é um santo católico originário da Sicília que viveu durante a perseguição aos cristãos e morreu como mártir da Igreja pelas mãos dos Imperadores Diocleciano e Maximiano. Sua festa é celebrada em 15 de junho.
No final da Idade Média, as pessoas na Alemanha celebravam a festa de Vitus dançando diante de sua estátua. Essa dança se tornou popular e o nome "Saint Vitus Dance" foi dado à doença neurológica da coreia de Sydenham. Também levou Vito a ser considerado o santo padroeiro dos dançarinos e dos artistas em geral .
Vito é considerado o santo padroeiro dos atores, comediantes, dançarinos e epiléticos, da mesma forma que Gênesis de Roma. Diz-se também que ele protege contra raios, ataques de animais e dormir demais. Vito é o santo padroeiro da cidade de Rijeka na Croácia; as cidades de Ciminna e Vita, na Sicília, Polignano a Mare, na Puglia, Forio, na ilha de Ischia, na Campânia, Itália; a contrada de San Vito, em Torella dei Lombardi, em Avellino, Itália; a cidade de Rapone, Itália; a cidade de Winschoten na Holanda, a colônia italiana de San Vito (Costa Rica) na Costa Rica, e da cidade de St. Vith localizado na Bélgica.
Vários lugares na Áustria e na Baviera são nomeados Sankt Veit em sua homenagem.

## Martírio
Segundo a lenda, Vito, Modesto e Crescentia eram mártires de Diocleciano. O primeiro testemunho de sua veneração é oferecido pelo "Martyrologium Hieronymianum". O fato de a nota estar nos três manuscritos mais importantes indica que também estava no exemplo comum deles, que apareceu no século V. O mesmo Martyrologium fez no mesmo dia outra menção a Vitus no topo de uma lista de nove mártires, com a declaração do local, em Eboli , "Em Lucania ", ou seja, na província romana desse nome no sul da Itália entre o mar da Toscana e o golfo de Taranto. É facilmente possível que seja o mesmo mártir Vito em ambos os casos.
Durante os séculos VI e VII, apareceu uma narrativa puramente lendária de seu martírio, que parece basear-se em outras lendas, especialmente na lenda de São Potito, e ornamentada com relatos de milagres fantásticos. Segundo essa lenda, que não tem aparente valor histórico, Vito tinha 7 anos e era filho de um senador de Lucania (algumas versões o fazem 12 anos). Ele resistiu às tentativas de seu pai, que incluíam várias formas de tortura, para fazê-lo se afastar de sua fé. Ele fugiu com Lucest, seu tutor Modestus e a esposa de Modestus, Crescentia, que era a babá de Vito. Ele foi levado de lá para Roma para expulsar um demônio que havia tomado posse de um filho do imperador Diocleciano. Isso ele fez e, no entanto, porque permaneceu firme na fé cristã, foi torturado junto com seus tutores. Por um milagre, um anjo levou de volta os três a Lucania, onde morreram pelas torturas que haviam sofrido. Três dias depois, Vito apareceu para uma matrona distinta chamada Florentia, que então encontrou os corpos e os enterrou no local onde estavam.

## Veneração
A veneração a São Vito estendeu-se até pela Alemanha, que seu nome foi incluído entre os Quatorze Santos Protetores e se lhe considerou como padroeiro especial dos epilépticos e dos afetados por essa enfermidade nervosa chamada ‘Baile de São Vito’, talvez por isso é também protetor dos bailarinos e autores.
Também é invocado contra o perigo das tormentas, contra o excesso de sono, mordidas de serpentes e contra todo dano que as animais podem fazer aos homens. Amiúdo representam sua imagem acompanhada de alguma fera.
São Vito, Modesto e Crescencia, aos que se lhe atribuíam poderes sobrenaturais, morreram por se negarem rotundamente a render sacrifício aos “deuses”.
O menino São Vito é considerado santo também pelos milagres que fazia, escolhido por Deus para dar exemplos da fé cristã associada a poderes divinos. Foram submetidos a diversas torturas das quais saíram ilesos. Os mártires morreram em Lucania, esgotados por seus sofrimentos.

## NoBrasil
Fundada em 1919 a Associação Beneficente São Vito Mártir promove anualmente a Festa de São Vito no bairro do Brás, na Zona Leste de São Paulo.
A festa é realizada durante todos os finais de semana, entre os meses de maio e julho, sendo umas das festas populares Italianas mais tradicionais de São Paulo, assim como: a Festa de Nossa Senhora de Casaluce a Festa de Nossa Senhora Achiropita e a Festa de San Gennaro.